# Джейн Эйр (фильм, 2011)
«Джейн Эйр» (англ. Jane Eyre) — художественный фильм режиссёра Кэри Фукунага, экранизация одноимённого произведения Шарлотты Бронте. Премьера фильма в США состоялась 11 марта 2011 года, в России — 1 сентября 2011. Фильм был номинирован на премию «Оскар» в категории «Лучший дизайн костюмов».

## Сюжет
Молодая гувернантка по имени Джейн нанимается в дом богатого мистера Рочестера. Возникшая между хозяином и гувернанткой его приёмной дочери любовь стирает все барьеры — социальные, материальные, возрастные. Настоящая любовь, которой не страшна разлука, не важно расстояние. Спустя годы, сможет ли Джейн простить любимого и воссоединиться с ним?

## В ролях
| В ролях            |  | Персонаж          |
| ------------------ |  | ----------------- |
| Миа Васиковска     |  | Джейн Эйр         |
| Майкл Фассбендер   |  | Эдвард Рочестер   |
| Джейми Белл        |  | Сент-Джон Риверс  |
| Джуди Денч         |  | миссис Фэрфакс    |
| Салли Хокинс       |  | миссис Рид        |
| Холлидей Грейнджер |  | Диана Риверс      |
| Тамзин Мерчант     |  | Мэри Риверс       |
| Амелия Кларксон    |  | юная Джейн Эйр    |
| Роми Сеттбон Мур   |  | Адель Варанс      |
| Фрейя Паркс        |  | Хелен Бёрнс       |
| Саймон Макбёрни    |  | Роберт Броклхёрст |
| Имоджен Путс       |  | Бланш Ингрэм      |
| Крейг Робертс      |  | Джон Рид          |
| Рози Кавалиеро     |  | Грейс Пул         |
| Софи Уорд          |  | леди Ингрэм       |
| Гарри Ллойд        |  | Ричард Мейсон     |
| Фрейя Уилсон       |  | Элиза Рид         |
| Валентина Черви    |  | Берта             |
| Джейн Вайзнер      |  | Бесси Ли          |

## Отзывы
Фильм был высоко оценён кинокритиками. На сайте Rotten Tomatoes рейтинг фильма составляет 84 %, на основании 162 рецензий критиков, средний рейтинг составляет 7,3 из 10. Сайт Metacritic дал фильму оценку в 76 баллов из 100 на основе 35 обзоров. Известный кинокритик Роджер Эберт оценил кинокартину в 3,5 звезды из 4-х.